# Pekka Jormakka
Pekka Jormakka (ur. 14 września 1990 w Jyväskylän maalaiskunta) – fiński hokeista, reprezentant Finlandii.
Jego bracia Tuomo (ur. 1980) i Kaarlo (ur. 1988) także zostali hokeistami.

## Kariera
- JYP U16 (2005-2006)
- JYP U18 (2006-2007)
- JYP U20 (2007-2008, 2009, 2010)
- JYP (2008-2011)
  -  D Team (2008-2011)
  -  Suomi U20 (2009, 2010)
- Pelicans (2011-2013)
- Tappara (2013-2015)
- Jokerit (2015-2019)
- Witiaź Podolsk (2019-2020)
- Sibir Nowosybirsk (2020)
- Grizzlys Wolfsburg (2021)
- Jukurit (2021-)

Wychowanek klubu JYP. Od sierpnia 2011 zawodnik klubu Ässät. W maju 2013 został zawodnikiem Tappara wiążąc się dwuletnim kontraktem. Od maja 2015 był zawodnikiem Jokeritu. Po sezonie KHL (2018/2019) odszedł z klubu. W maju 2019 został zawodnikiem Witiazia Podolsk. Na początku sezonu 2020/2021 był bez klubu, a 19 października 2020 ogłoszono jego transfer do Sibiru Nowosybirsk. 9 grudnia 2020 poinformowano o rozwiązaniu jego kontraktu. W styczniu 2021 został graczem niemieckiej drużyny Grizzlys Wolfsburg. W maju 2021 ogłoszono jego odejście z tego klubu. W czerwcu 2021 został zawodnikiem fińskiego Mikkelin Jukurit.
Uczestniczył w turnieju mistrzostw świata juniorów do lat 20 edycji 2010. W kadrze seniorskiej uczestniczył w turniejach mistrzostw świata w 2014, 2018.
W trakcie kariery zyskał pseudonim Jortikka, Jortsu.

## Sukcesy
Reprezentacyjne
- Srebrny medal mistrzostw świata: 2014

Klubowe
- Złoty medal mistrzostw Finlandii: 2009 z JYP
- Srebrny medal Mestis: 2010 z D Team
- Brązowy medal mistrzostw Finlandii: 2010 z JYP
- Złoty medal Jr. A SM-liiga Champion : 2011 z JYP U20
- Brązowy medal Mestis: 2011 z D Team
- Srebrny medal mistrzostw Finlandii: 2012 z Pelicans, 2014, 2015 z Tappara

Indywidualne
- Kajotbet Hockey Games 2013 (sierpień):
  - Pierwsze miejsce w klasyfikacji strzelców turnieju: 3 gole
- Channel One Cup 2013:
  - Najlepszy napastnik turnieju
- Liiga (2014/2015):
  - Czwarte miejsce w klasyfikacji strzelców w fazie play-off: 8 goli[15]
  - Piąte miejsce w klasyfikacji asystentów w fazie play-off: 10 asyst[16]
  - Trzecie miejsce w klasyfikacji kanadyjskiej w fazie play-off: 18 punktów[17]
  - Czwarte miejsce w klasyfikacji +/- w fazie play-off:+ 10[18]